# Rhinotropis rusbyi
Rhinotropis rusbyi är en jungfrulinsväxtart som först beskrevs av Edward Lee Greene, och fick sitt nu gällande namn av J.R.Abbott. Rhinotropis rusbyi ingår i släktet Rhinotropis och familjen jungfrulinsväxter. Inga underarter finns listade i Catalogue of Life.